# Eryk Kołodziejczak
Eryk Kołodziejczak (ur. 4 lutego 2002) – polski lekkoatleta specjalizujący się w rzucie oszczepem.
W 2019 roku triumfował podczas olimpijskiego festiwalu młodzieży Europy w Baku.
Medalista mistrzostw Polski U20, ogólnopolskiej olimpiady młodzieży i reprezentant kraju w meczach międzypaństwowych.
Rekordy życiowe: 78,22 (11.06.2022 Suwałki); oszczep o wadze 700 gramów – 78,66 (2 czerwca 2019, Zamość).

## Osiągnięcia
| Rok  | Impreza                              | Miejsce  | Pozycja           | Wynik         |
| ---- | ------------------------------------ | -------- | ----------------- | ------------- |
| 2019 | Olimpijski festiwal młodzieży Europy | Baku     | 1. miejsce        | 77,02 (700 g) |
| 2021 | Mistrzostwa Europy U20               | Tallinn  | el. – 14. miejsce | 66,01         |
| 2021 | Mistrzostwa Świata U20               | Nairobii | F. 4. miejsce     | 74,06         |